# Lu Han
Lu Han (chiń. 鹿晗; pinyin Lù Hán; ur. 20 kwietnia 1990 w Pekinie), znany też jako Luhan – chiński piosenkarz i aktor. Zadebiutował w 2012 roku jako członek koreańsko-chińskiej grupy EXO. Odszedł z zespołu w październiku 2014 roku. W 2014 roku został uznany przez China National Radio za jedną z najpopularniejszych gwiazd świata rozrywkowego w Chinach. W 2017 roku Lu Han zajął drugie miejsce na liście najlepiej zarabiających gwiazd – Forbes China Celebrity 100, zaraz za Fan Bingbing.
W 2015 roku Lu Han wydał swój solowy debiutancki album Reloaded i zagrał w kilku hitach, takich jak Chong fan 20 sui (2015), Wo shi zhengren (2015) i Daomu biji (2016). W 2017 roku zagrał w swoim pierwszym serialu telewizyjnym Ze tian ji.

## Życiorys
Lu Han urodził się 20 kwietnia 1990 roku w Haidian, w Pekinie. Ukończył gimnazjum Beijing Shida Middle School i uczęszczał do Beijing Haidian Foreign Language Shi Yan School, po czym wyjechał do Korei Południowej na studia na Uniwersytecie Yonsei jako student z wymiany.
W 2008 roku wziął udział w globalnym przesłuchaniu do JYP Entertainment w Chinach. W 2010 roku, podczas studiów w Seulu, został zwerbowany podczas pobytu w Myeong-dong przez przedstawiciela SM Entertainment, który polecił mu przesłuchanie w firmie. W 2010 roku został stażystą w tej agencji.

## Dyskografia

### Dyskografia solowa
Albumy studyjne
- Reloaded (2015)
- XXVII+ (2017)

Minialbumy
- Reloaded I (2015)
- Reloaded+ (2016)

Single
- Reloaded II (2015)
- Xperience (2016)
- Xplore (2016)
- Venture (2017)
- Imagination (2017)
- I (2017)
- π-volume.1 (2019)
- π-volume.2 (2019)
- π-volume.3 (2020)

## Filmografia

### Filmy
| Rok  | Tytuł            | Rola                    |
| ---- | ---------------- | ----------------------- |
| 2015 | Chong fan 20 sui | Xiang Qianjin           |
| 2015 | 12 jin ya        | tancerz (cameo)         |
| 2015 | Wo shi zhengren  | Lin Chong (główna rola) |
| 2016 | Daomu biji       | Wu Xie (główna rola)    |
| 2016 | Wielki Mur       | Peng Yong               |
| 2016 | Baidu ren        | młody Ma Li (cameo)     |
| 2017 | Jian jun daye    | Deng Xiaoping (cameo)   |
| 2019 | Shanghai baolei  | Jiang Yang              |

### Seriale
| Rok  | Tytuł         | Rola       | Stacja telewizyjna | Uwagi       |
| ---- | ------------- | ---------- | ------------------ | ----------- |
| 2017 | Ze tian ji    | Zhi Zunbao | Hunan TV           | główna rola |
| 2018 | Tianmi bao ji | Ming Tian  | Hunan TV           | główna rola |

### Programy rozrywkowe
| Rok       | Tytuł                | Stacja telewizyjna  | Uwagi           |
| --------- | -------------------- | ------------------- | --------------- |
| 2015–2018 | Keep Running         | Zhejiang Television | członek obsady  |
| 2018      | Hot Blood Dance Crew | iQiyi               | mentor taneczny |
| 2020      | Produce Camp 2020    | Tencent Video       | mentor          |